# Tragikomedie
Een tragikomedie is een dramavorm die zowel in het theater als in zijn afgeleide, de film, een vermenging hanteert van tragische en komische verhaalelementen. Een van de eerste auteurs die deze mengvorm beheersten, was Plautus, zo ongeveer in 210 v.Chr., met zijn stuk Amphitruo, dat in de 17e eeuw Molière inspireerde tot het schrijven van zijn Amphitrion (1668). De samenstelling tragikomedie geeft aan dat komedie de hoofdbedoeling is, maar dat er enkele tragische gegevens doorheen lopen. Het begrip is pas tegen het einde van de 16e eeuw echt doorgebroken. De theoreticus van dienst is een zekere Italiaan Battista Guarini met zijn verhandelingen die gebundeld zijn als Compendio della poesia tragicomica (1601). Rond dezelfde tijd vinden we in Shakespeares drama's een hele variëteit clowneske figuren terug: de clown is de tragikomische mens bij uitstek.
Een typisch voorbeeld is Le Cid van Pierre Corneille. Enkele van de nevenpersonages sterven hierin, maar voor de twee hoofdpersonages kent het verhaal een gunstige afloop.
Aangezien de combinatie tragiek en komedie ook scherp wordt aangevoeld door auteurs die ironie, satire en cynisme gepast kunnen hanteren, vind je in het absurde theater van Samuel Beckett, Eugène Ionesco en Harold Pinter ook veel tragikomische situaties en personages. In de film denke men aan Charlie Chaplin, de hoofdfiguur in zijn eigen stomme films.